# قواعد الارتباط
قواعد الارتباط (بالإنجليزية: Rules of Engagement)‏ هو مسلسل أمريكي من فئة كوميديا الموقف يعرض على قناة هيئة الإذاعة الكولومبية ومن إنتاج هابي ماديسن المملوكة للممثل آدم ساندلر ومن توزيع شركة سوني، المسلسل يستعرض التعقيدات التي تواجه شخصان مقدمان على الارتباط.

## روابط خارجية
- قواعد الارتباط على موقع IMDb (الإنجليزية)
- قواعد الارتباط على موقع ميتاكريتيك (الإنجليزية)
- قواعد الارتباط على موقع روتن توميتوز (الإنجليزية)
- قواعد الارتباط على موقع كينوبويسك (الروسية)
- قواعد الارتباط على موقع ألو سيني (الفرنسية)
- قواعد الارتباط على موقع قاعدة بيانات الفيلم (الإنجليزية)